# El hombre que cayó a la tierra (película de 1987)
El hombre que cayó a la tierra (título original: The Man Who Fell to Earth) es un telefilme de 1987 dirigida por Bobby Roth y protagonizada por Lewis Smith, Wil Wheaton y Robert Picardo. Es un remake de la película de 1976 de Nicolas Roeg bajo el mismo nombre.

## Argumento
Una lluvia de meteoritos ha destruido el planeta Antares. Solo unos pocos pudieron huir de allí y deciden colonizar la Tierra. Para ello envían a tres de ellos a la Tierra para hacer eso posible. Sin embargo la neve espacial con la que llegan a la Tierra se estrella y solo uno lo sobrevive, el cual se disfraza para parecer humano y así pasar desapercibido, lo que le resulta fácil ya que, en esencia, son parecidos a los humanos con la diferencia que no tienen pelo y tienen además ojos con color diferente. 
Ese antareano, que se llama John Dory hace ahora todo lo posible para construir una nave desde la Tierra para poder traer a los suyos a la Tierra. Para ello crea con la ayuda de un inversor una compañía, que utiliza para distribuir y vender creaciones tecnológicas suyas, que son un gran avance tecnológico para la humanidad. Lo consigue con éxito y de esa manera consigue reunir el dinero necesario para su proyecto. 
Sin embargo el gobierno estadounidense dirigida por el agente Richard Morse de la NSA es consciente de que cayó la nave espacial y han logrado coger lo que ha quedado de ella. También es consciente de que uno de los tres lo sobrevivió. Analizando más tarde una de esas creaciones tecnológicas suyas descubren que es parecido a uno de los objetos que encontraron en la nave y llegan a la conclusión que John Dory debe ser ese superviviente. 
Desde entonces empiezan a vigilarle para encontrar una prueba de sus sospechas. Adicionalmente, para compensar sus soledad, establece una relación con una mujer y sus hijo. De esa manera le empiezan las complicaciones y el peligro de ser descubiereto.

## Reparto
- Lewis Smith - John Dory
- James Laurenson - Felix Hawthorne
- Robert Picardo - Agente Richard Morse
- Bruce McGill - Vernon Gage
- Wil Wheaton - Billy Milton
- Annie Potts - Louise
- Beverly D’Angelo - Eva Milton

## Producción
La cadena ABC tuvo al principio la intención de rodar una serie, pero finalmente el resultado quedó reducido a un único capítulo que se emitió como una película para televisión.